# Městečko záhad
Městečko záhad (v anglickém originále Gravity Falls) je americký dětský animovaný televizní seriál vysílaný stanicemi Disney Channel a Disney XD. Seriál vytvořil Alex Hirsch (bývalý scenárista seriálů Rybičky a The Marvelous Misadventures of Flapjack). Pilotní epizoda seriálu byla v USA odvysílána 15. června 2012, v Česku 20. října 2012. Seriál měl v USA premiéru 29. června 2012 a jeho první řada byla vysílána od 10. listopadu 2012 na Disney Channelu. Dne 12. března 2013 byl seriál prodloužen o druhou řadu, která se dostala na obrazovky stanice Disney XD 4. srpna 2014. Později byl seriál vysílán na ČT :D.

## Příběh
Seriál sleduje dobrodružství dvanáctiletých dvojčat Dippera a Mabel Pinesových, které jejich rodiče poslali z města k prastrýčkovi Stanovi do Městečka záhad v Oregonu. Zlejda Stan provozuje Tajemnou chýši, což je vlastně past na turisty a nejbizarnější muzeum na světě v jednom. Dipper ani Mabel však zatím netuší, že městečko má svá, někdy divná, zvláštní a zábavná, ale jindy zase temná a nadpřirozená tajemství. Jednoho dne však Dipper najde v lese tajemný deník. Město začne být pro Dippera, Mabel, údržbáře Soose a brigádnici Wendy gigantickým a záhadným světem divů a hrůz, jež neznají meze. Objevuje se malý Gideon, který je na první pohled roztomilý, mladý a přehnaně mrňavý obchodník, ale uvnitř je zkaženější a mocnější než si jeho noví nepřátelé dovedou představit. A Zlejda Stan? Možná není tak úplně jen drzý a starý důchodce. I on má totiž svá hrůzná tajemství, která brzy vyjdou najevo.

## Obsazení

### Hlavní
- Dipper Pines (Jason Ritter),[3] dvanáctiletý chlapec, dvojče Mabel Pinesové. Jeho skutečné jméno je Mason.[4] Dipper je pouze přezdívka, kterou má kvůli svému mateřskému znaménku ve tvaru souhvězdí Velkého vozu (anglicky Big Dipper). Dipper je chytrý a zásadový. Pomocí záhadného deníku s číslem 3 řeší různá tajemství Městečka záhad. Dipper se nemůže dočkat, až dospěje. Má dobrodružné srdce, nedokáže chvíli posedět na jednom místě a stále hledá záhady které by mohl řešit. Dipper je založen na samotném Alexu Hirschovi.
- Mabel Pinesová (Kristen Schaal),[3] dvanáctiletá dívka, dvojče Dippera Pinese. Mabel Pines je rozená optimistka, která se kochá životem s úsměvem vyplněným rovnátky. Disponuje velkým výběrem extrémně barevných pletených svetrů. Je to její otevřená osobnost a nebojácná zvědavost, která přijde vhod, když potřebuje Dipper pomoct vyřešit nějakou záhadu. Inspirací Alexe Hirsche pro Mabel byla jeho dvojče Ariel.
- Zlejda Stan (Alex Hirsch),[3] prastrýc Dippera a Mabel. Vlastní a provozuje past na turisty s názvem Tajemná chýše, jež je zároveň nejbizarnějším muzeem na světě. Zlejda Stan je mrzutý a chamtivý kšeftař, kterému se konečně podařilo usídlit v místě s dostatkem nic netušících zákazníků a prodávat jim bezcenné, leč předražené suvenýry. Touha po penězích je asi tak jediná věc, která ho dokáže zvednout od televize.
- Bill Cipher (Alex Hirsch), démon, který má neuvěřitelné schopnosti, například navštěvovat lidi ve snech, měnit podobu, dohodu stvrdit modrým plamenem, někoho posednout atd…, jeho největší zbraní jsou ale lichotky, prohnanost a záludnost.
- Malý Gideon (Thurop Van Orman), úhlavní nepřítel rodiny Pinesových. Malý Gideon o sobě tvrdí, že dokáže ve svém Telepatickém stanu číst myšlenky, vidět do budoucnosti a mluvit s mrtvými. Dipper se snaží jeho podvod odhalit, protože moc dobře ví, že jediné, co Malý Gideon dokáže, je napatlat si do vlasů tunu gelu!
- Soos Ramirez (Alex Hirsch), údržbář v Tajemné chýši, přítel Dippera a Mabel Pinesových.
- Wendy Corduroy (Linda Cardellini), rázná, ale hezká dospívající dívka, která je na brigádě v Tajemné chýši.

### Vedlejší
- Šerif Blubbs (Kevin Michael Richardson), vrchní policista městečka Gravity Falls.
- Policista Durland (Keith Ferguson), pravá ruka šerifa Blubbse.
- Toby Všudyvlez (Gregg Turkington), krachující reportér, který je zamilovaný do reportérky Shandry Jimenezové.
- Pacifica Northwest, praprapravnučka místního „pošuka“ a údajného zakladatele města, Northwesta.
- Stanford Pines, bratr zlejdy Stana, který byl 30 let uvězněn v jiné dimenzi, a od 12. dílu druhé série se s ním můžeme setkat. Také je autorem deníků 1, 2 a 3. jeho největší nepřítel je Bill Cipher.

## Řady a díly
| Řada | Díly | Premiéra v USA  | Premiéra v USA | Premiéra v ČR (Disney) | Premiéra v ČR (Disney) | Premiéra v ČR (ČT :D) | Premiéra v ČR (ČT :D) |
| Řada | Díly | První díl       | Poslední díl   | První díl              | Poslední díl           | První díl             | Poslední díl          |
| ---- | ---- | --------------- | -------------- | ---------------------- | ---------------------- | --------------------- | --------------------- |
| 1    | 20   | 15. června 2012 | 7. září 2013   | 20. října 2012         | 23. listopadu 2013     | 18. března 2016       | 6. dubna 2016         |
| 2    | 21   | 1. srpna 2014   | 15. února 2016 | 6. prosince 2014       | 7. května 2016         | 7. dubna 2016         | 27. dubna 2016        |

Kraťasy
| Řada | Díly | Premiéra v USA | Premiéra v USA | Premiéra v ČR   | Premiéra v ČR   |
| Řada | Díly | První díl      | Poslední díl   | První díl       | Poslední díl    |
| ---- | ---- | -------------- | -------------- | --------------- | --------------- |
| 1    | 6    | 14. října 2013 | 18. října 2013 | 1. března 2014  | 1. března 2014  |
| 2    | 5    | 3. února 2014  | 7. února 2014  | 12. května 2014 | 16. května 2014 |
| 3    | 2    | 21. dubna 2014 | 22. dubna 2014 | 18. srpna 2014  | 19. srpna 2014  |
| 4    | 2    | 23. dubna 2014 | 24. dubna 2014 | 20. srpna 2014  | 21. srpna 2014  |
| 5    | 2    | 2. června 2014 | 2. června 2014 | 19. března 2015 | 25. března 2016 |